# Polygala hongkongensis
Polygala hongkongensis är en jungfrulinsväxtart som beskrevs av William Botting Hemsley. Polygala hongkongensis ingår i släktet jungfrulinssläktet, och familjen jungfrulinsväxter. Utöver nominatformen finns också underarten P. h. stenophylla.